# الصناعية (تيماء)
الصناعية هو موقع أثري يقع في مدينة تيماء الواقع إلى الشمال الغربي من المملكة العربية السعودية.

## الوصف
يُعد الموقع من المواقع المهمة داخل سور تيماء القديمة٬ وقد سُميت بالصناعية لوجود ورش ومصانع حديثة تحيط بها من جميع الجهات. تبلغ مساحة الموقع 8800 متر مربع٬ وهو على شكل مستطيل طول أحد أضلاعه 80م٬ والضلع الآخر 110م٬ وقد قام الباحث حامد أبو درك من وكالة الآثار والمتاحف السعودية بحفر عدد من المجسات خلال ثلاثة مواسم كشفت عن مقابر مبنية تحت سطح الأرض٬ وأخرى منحوتة في الصخر٬ ودوائر حجرية ذات مصاطب٬ وآبار٬ وأحواض٬ وبقايا أثرية اشتملت على الخرز٬ وأدوات الزينة٬ وشواهد القبور٬ والأصداف٬ والحلي٬ والتماثيل٬ والأواني الفخارية ٬ ونوى البلح٬ وعظام حيوانات٬ ويتكون الموقع من منطقة مدافن أسرية٬ منها ما استخدم لدفن الكبار٬ وأخرى اتخذت مدافن للصغار.

## وصلات خارجية
- صورة مدافن الكبار والصغار داخل موقع الصناعية